# Pereima, Bârzula
Pereima (în ucraineană Перейма) este un sat în comuna Balta din raionul Bârzula, regiunea Odesa, Ucraina.

## Demografie
Componența lingvistică a comunei Pereima
     Ucraineană (94,13%)
     Rusă (3,19%)
     Română (2,3%)
     Alte limbi (0,26%)
Conform recensământului din 2001, majoritatea populației comunei Pereima era vorbitoare de ucraineană (94,13%), existând în minoritate și vorbitori de rusă (3,19%) și română (2,3%).